# Shorttrack-Weltmeisterschaften

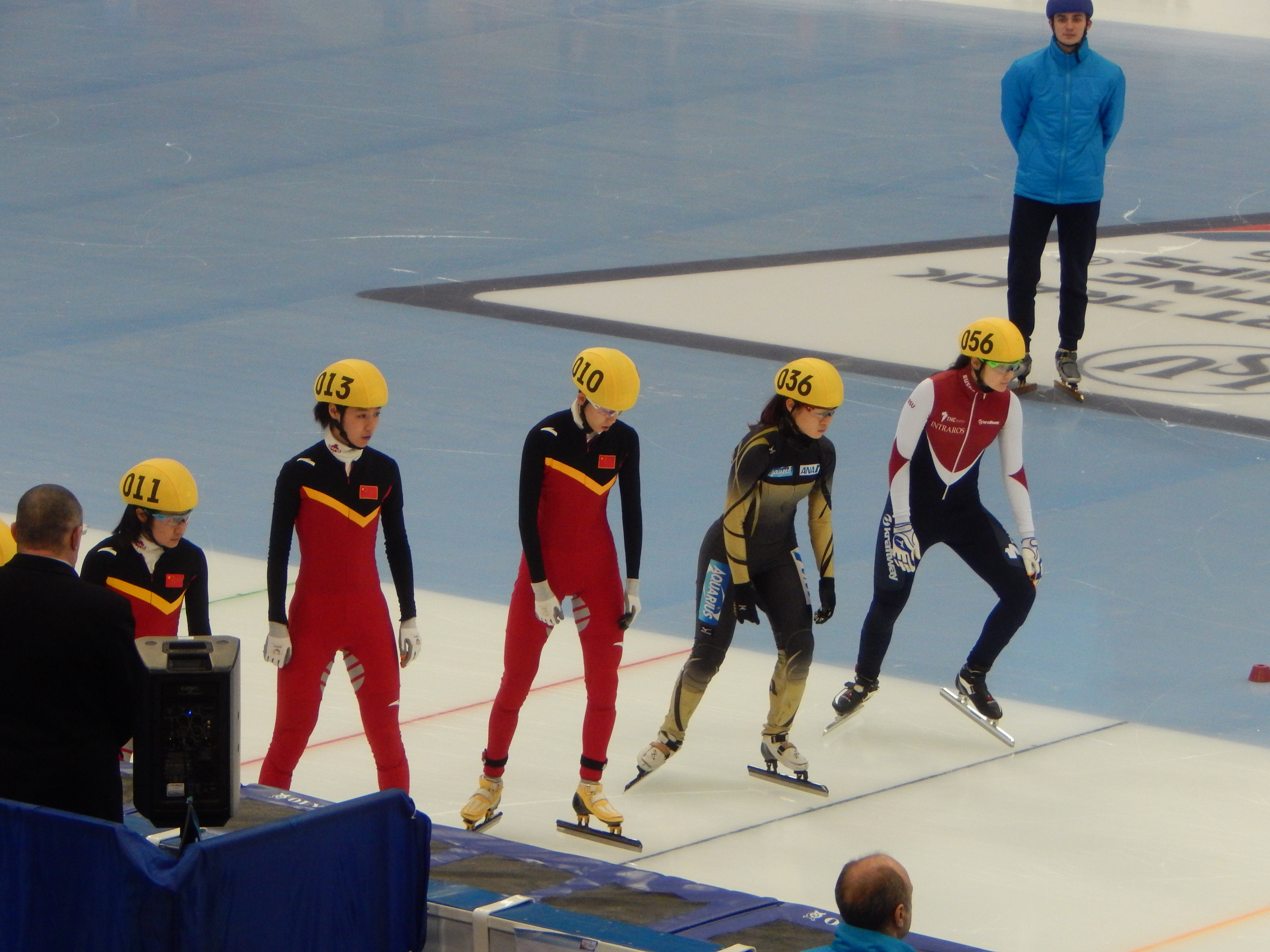
Szene vor Rennstart bei den Weltmeisterschaften 2015

Die Shorttrack-Weltmeisterschaften sind die von der Internationalen Eislaufunion (ISU) veranstalteten internationalen Meisterschaften im Shorttrack. Die ersten offiziellen Weltmeisterschaften fanden 1981 statt. Rückwirkend wurden auch vorherige Wettkämpfe seit 1976 zu Weltmeisterschaften erklärt. Die Weltmeisterschaften finden jährlich am Ende der Weltcupsaison statt, zumeist im März.
Bis 2000 wurden bei Männern und Frauen ausschließlich Weltmeister im Mehrkampf und in der Staffel gekürt, seit 2001 vergibt die ISU zusätzlich Titel auf den Einzelstrecken 500, 1000 und 1500 Meter. Außerdem wird ein 3000-Meter-Rennen gelaufen, in dem keine Medaillen vergeben werden. Im Mehrkampf werden alle vier Einzelstreckenergebnisse gewertet, der Erstplatzierte über jede Strecke bekommt 34, der Zweite 21, der Dritte 13, der Vierte 8, der Fünfte 5 und der Sechste 3 Punkte. Die besten acht Athleten nach den Wettkämpfen über 500, 1000 und 1500 m starten dann im 3000-m-Superfinale, um den Titel im Mehrkampf zu ermitteln. Die Staffel findet bei den Frauen über 3000 und bei den Männern über 5000 m statt.

## Austragungsorte
Die Weltmeisterschaften wurden bislang von 17 Ländern aus vier Kontinenten ausgetragen. Mit sechs Austragungen waren Großbritannien und Kanada häufigster Gastgeber, es folgen die Niederlande mit fünf Austragungen.
| Veranstaltung                             | Ort          | Datum                      |
| ----------------------------------------- | ------------ | -------------------------- |
| als Weltveranstaltung (World Competition) |              |                            |
| WM 1976                                   | Champaign    | 9. bis 11. April 1976      |
| WM 1977                                   | Grenoble     | 15. bis 17. April 1977     |
| als ISU-Meisterschaften                   |              |                            |
| WM 1978                                   | Solihull     | 8. bis 9. April 1978       |
| WM 1979                                   | Québec       | 7. bis 8. April 1979       |
| WM 1980                                   | Mailand      | 22. bis 23. März 1980      |
| als ISU-Weltmeisterschaften               |              |                            |
| WM 1981                                   | Meudon       | 4. bis 5. April 1981       |
| WM 1982                                   | Moncton      | 2. bis 4. April 1982       |
| WM 1983                                   | Tokio        | 8. bis 10. April 1983      |
| WM 1984                                   | Peterborough | 6. bis 8. April 1984       |
| WM 1985                                   | Amsterdam    | 15. bis 17. März 1985      |
| WM 1986                                   | Chamonix     | 4. bis 6. April 1986       |
| WM 1987                                   | Montreal     | 3. bis 5. April 1987       |
| WM 1988                                   | St. Louis    | 9. bis 11. Februar 1988    |
| WM 1989                                   | Solihull     | 7. bis 9. April 1989       |
| WM 1990                                   | Amsterdam    | 16. bis 18. März 1990      |
| WM 1991                                   | Sydney       | 22. bis 24. März 1991      |
| WM 1992                                   | Denver       | 2. bis 4. April 1992       |
| WM 1993                                   | Peking       | 26. bis 28. März 1993      |
| WM 1994                                   | Guildford    | 31. März bis 2. April 1994 |
| WM 1995                                   | Gjøvik       | 17. bis 19. März 1995      |
| WM 1996                                   | Den Haag     | 1. bis 3. März 1996        |
| WM 1997                                   | Nagano       | 29. bis 30. März 1997      |
| WM 1998                                   | Wien         | 20. bis 22. März 1998      |
| WM 1999                                   | Sofia        | 19. bis 21. März 1999      |
| WM 2000                                   | Sheffield    | 10. bis 12. März 2000      |
| WM 2001                                   | Jeonju       | 29. bis 31. März 2001      |
| WM 2002                                   | Montreal     | 5. bis 7. April 2002       |
| WM 2003                                   | Warschau     | 21. bis 23. März 2003      |
| WM 2004                                   | Göteborg     | 19. bis 21. März 2004      |
| WM 2005                                   | Peking       | 11. bis 13. März 2005      |
| WM 2006                                   | Minneapolis  | 31. März bis 2. April 2006 |
| WM 2007                                   | Mailand      | 9. bis 11. März 2007       |
| WM 2008                                   | Gangneung    | 7. bis 9. März 2008        |
| WM 2009                                   | Wien         | 6. bis 8. März 2009        |
| WM 2010                                   | Sofia        | 19. bis 21. März 2010      |
| WM 2011                                   | Sheffield    | 11. bis 13. März 2011      |
| WM 2012                                   | Shanghai     | 9. bis 11. März 2012       |
| WM 2013                                   | Debrecen     | 8. bis 10. März 2013       |
| WM 2014                                   | Montreal     | 14. bis 16. März 2014      |
| WM 2015                                   | Moskau       | 14. bis 15. März 2015      |
| WM 2016                                   | Seoul        | 11. bis 13. März 2016      |
| WM 2017                                   | Rotterdam    | 10. bis 12. März 2017      |
| WM 2018                                   | Montreal     | 16. bis 18. März 2018      |
| WM 2019                                   | Sofia        | 8. bis 10. März 2019       |
| WM 2020                                   | Seoul        | entfallen                  |
| WM 2021                                   | Dordrecht    | 5. bis 7. März 2021        |
| WM 2022                                   | Montreal     | 8. bis 10. April 2022      |
| WM 2023                                   | Seoul        | 10. bis 12. März 2023      |
| WM 2024                                   | Rotterdam    | 15. bis 17. März 2024      |
| WM 2025                                   | Peking       | 14. bis 16. März 2025      |

## Zeitplan
Der zeitliche Ablauf der Weltmeisterschaften sah bei den Weltmeisterschaften 2021 wie folgt aus:
Tag 1, Freitag
- Viertelfinale 1500 m
- Vorläufe 500 und 1000 m

Tag 2, Samstag
- Halbfinale und Finale 1500 m
- Finalrunden 500 m
- Halbfinale Staffel

Tag 3, Sonntag
- Finalrunden 1000 m
- 3000 m
- Finale Staffel

## Teamweltmeisterschaften
Von 1991 bis 2011 fanden immer zum Abschluss einer Saison Teamweltmeisterschaften statt. Es nahmen bei Frauen und Männern jeweils acht Mannschaften mit maximal fünf Athleten teil. Die acht Mannschaften wurden auf zwei Gruppen aufgeteilt. Die erste Mannschaft jeder Gruppe qualifizierte sich direkt für das A-Finale, die zweit- und drittplatzierte Mannschaft für die Hoffnungsrunde und die viertplatzierte Mannschaft für das B-Finale. Die ersten beiden Mannschaften der Hoffnungsrunde zogen ebenfalls ins A-Finale ein, während die dritt- bzw. viertplatzierte Mannschaft im B-Finale antreten musste. Die Läufe der Vorrundengruppen und der Hoffnungsrunde wurden am ersten Wettkampftag absolviert, A- und B-Finale am zweiten.
Über 500 und 1000 m traten in vier Läufen jeweils ein Athlet eines Landes gegeneinander an. Über 3000 m gab es nur einen Lauf, wobei jedes Land zwei Athleten einsetzte. In der Staffel starteten vier Läufer eines Landes. In jedem Einzelrennen bekam der Erste fünf Punkte, der Zweite drei Punkte, der Dritte zwei Punkte und der Vierte einen Punkt. In der Staffel wurden doppelt so viele Punkte vergeben, zehn für die erste Staffel, sechs für die zweite, vier für die dritte und zwei für die vierte. Bei einer Disqualifikation wurde kein Punkt zugesprochen. Die Addition aller Punkte der Athleten eines Landes entschied über die Platzierung.

## Medaillenspiegel
Die erfolgreichsten Nationen bei Shorttrack-Weltmeisterschaften sind Südkorea, Kanada und China. Die Athleten mit den meisten Titeln sind die Chinesinnen Wang Meng und Yang Yang (A) sowie der zunächst für Südkorea und später für Russland startende Wiktor Ahn mit jeweils 18 WM-Goldmedaillen.
Nicht enthalten sind in diesem Medaillenspiegel die Shorttrack-Teamweltmeisterschaften. Stand: 23. März 2021.
| Rang   | Nation                 | Gold | Silber | Bronze | Gesamt |
| ------ | ---------------------- | ---- | ------ | ------ | ------ |
| 1      | Südkorea               | 104  | 77     | 64     | 245    |
| 2      | Kanada                 | 65   | 79     | 66     | 210    |
| 3      | Volksrepublik China    | 64   | 47     | 44     | 155    |
| 4      | Niederlande            | 18   | 15     | 13     | 46     |
| 5      | Vereinigte Staaten     | 16   | 16     | 30     | 62     |
| 6      | Japan                  | 13   | 19     | 22     | 54     |
| 7      | Vereinigtes Königreich | 7    | 10     | 9      | 26     |
| 8      | Italien                | 5    | 14     | 25     | 44     |
| 9      | Ungarn                 | 4    | 9      | 4      | 17     |
| 10     | Russische Föderation   | 3    | 4      | 6      | 13     |
| 11     | Australien             | 2    | 5      | 3      | 10     |
| 12     | Bulgarien              | 1    | 2      | 6      | 9      |
| 13     | Neuseeland             | 1    | 1      | –      | 2      |
| 14     | Frankreich             | –    | 1      | 4      | 5      |
| 14     | Belgien                | –    | 1      | 4      | 5      |
| 16     | Russische Eislaufunion | –    | 1      | 2      | 3      |
| 17     | Deutschland            | –    | 1      | 1      | 2      |
| 18     | Sowjetunion            | –    | 1      | –      | 1      |
| 18     | Polen                  | –    | 1      | –      | 1      |
| Gesamt | Gesamt                 | 303  | 304    | 303    | 910    |